# Seznam ruskih letalskih asov prve svetovne vojne
Seznam ruskih letalskih asov prve svetovne vojne je urejen po številu doseženih letalskih zmag.
| - Aleksander Aleksandrovič Kazakov (Kozakov) - 20 (32) - Pavel Vladimirovič Agrejev (d'Argueff, d'Argueeff) - 15 - Aleksander Nikolajevič Prokofjev-Severski - 13 - Ivan Vasiljevič Smirnov - 12 - Mihail Ivanovič Safonov - 11 - Boris Vasiljevič Sergijevski - 11 - Edvard Martinovič Tomson - 11 - Jefgraf Nikolajevič Kruten - 7 - Georgij Stepanovič Sapožnikov - 7 - Vladimir Ivanovič Striževski - 7 - Grigorij Edvardovič Suk - 7 - Ivan Aleksandrovič Lojko - 6 - Ivan Aleksandrovič Orlov - 6 - O. J. Teter - 6 | - Ivan Mihajlovič Bagrovnikov - 5 - Viktor Georgijevič Fjodorov - 5 - Jurij Vladimirovič Gilšer - 5 - Vasilij Ivanovič Jančenko - 5 - Nikolaj Kirilovič Kokorin - 5 - Ernst Kristijanovič Leman - 5 - Jaan M. Mahlapuu - 5 - Aleksander Mihajlovič Pišvanov - 5 - Edvard Martinovič Pulpe - 5 - Viktor Viktorovič Utgof - 5 - Konstantin Konstantinovič Vakulovski - 5 - Donat Adamovič Makijonok - 4 - Edgar Ivanovič Meos - 4 |